# Élections législatives albanaises de 2013
Les élections législatives albanaises de 2013 se sont déroulées le 23 juin 2013 afin d'élire les cent quarante députés de la huitième législature de l'Assemblée d'Albanie, pour un nouveau mandat de quatre ans.
Elles sont remportées par le Parti socialiste.

## Contexte

### Victoire contestée du centre droit en 2009
Aux élections législatives du 28 juin 2009, l'Alliance pour le changement (AN), dominée par le Parti démocrate d'Albanie (PDSh) du Premier ministre Sali Berisha, avait remporté 70 députés sur 140, contre 66 à l'Union pour le changement (BN), formée autour du Parti socialiste d'Albanie (PSSh) du maire Tirana Edi Rama. Les quatre derniers sièges étaient revenus à l'Alliance socialiste pour l'intégration (ASI), majoritairement constituée par le Mouvement socialiste pour l'intégration (LSI) d'Ilir Meta.
À l'issue de ce scrutin, l'ASI s'est alliée avec l'AN, donnant à Berisha la majorité nécessaire à un deuxième mandat. L'UN refusant de reconnaître le résultat du scrutin, elle a boycotté les séances de l'Assemblée pendant près d'un an.

### Manifestations et boycott de l'opposition
À l'appel des socialistes, plusieurs dizaines de milliers de personnes ont manifesté le 21 janvier 2011 dans les rues de la capitale, pour dénoncer la fraude aux législatives, la corruption, le chômage et la pauvreté. Trois personnes meurent dans des affrontements avec la police. En mai 2011, à la suite de la victoire du PDSh aux élections municipales, notamment à Tirana, le PSSh reprend son boycott de la vie parlementaire.
Au mois de juin 2012, le ministre de l'Intérieur Bujar Nishani est élu président de la République en remplacement de Bamir Topi, qui rejoint aussitôt le Nouvel Esprit démocratique (FRD) de Gazmend Oketa, à la suite d'un scrutin tenu au Parlement en l'absence du PSSh.
Enfin, le 4 avril 2013, les trois ministres du LSI annoncent leur départ du gouvernement, Ilir Meta expliquant que leur participation à l'exécutif n'avait plus de sens. Par la suite, il se rapproche d'Edi Rama et finit par s'allier avec les socialistes, dont il avait pourtant fait scission en 2004.

## Mode de scrutin

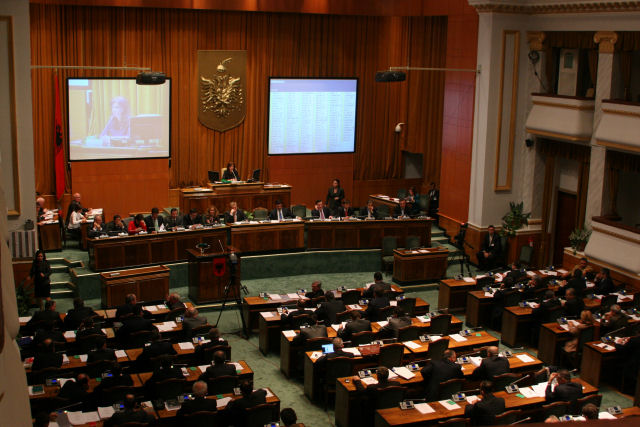
La salle plénière de l'Assemblée.

L'Assemblée (Kuvendi, en albanais) est élue au suffrage universel direct pour une législature de quatre ans, au scrutin proportionnel à la plus forte moyenne d'Hondt. Dans le cadre des coalitions, les sièges sont ensuite répartis avec la proportionnelle à la plus forte moyenne de Sainte-Lagüe.
Les cent quarante députés sont choisis dans douze circonscriptions, qui correspondent aux douze préfectures du pays et disposent de quatre à trente-deux sièges en fonction de la population. Pour entrer à l'Assemblée, un parti doit remporter au moins 3 % des suffrages exprimés au niveau national, une coalition 5 % au minimum.
| Préfecture  | Sièges | Préfecture | Sièges |
| ----------- | ------ | ---------- | ------ |
| Berat       | 8      | Korçë      | 12     |
| Dibër       | 6      | Kukës      | 4      |
| Durrës      | 13     | Lezhë      | 7      |
| Elbasan     | 14     | Shkodër    | 11     |
| Fier        | 16     | Tirana     | 32     |
| Gjirokastër | 5      | Vlorë      | 12     |

## Campagne

### Principales forces en présence
| Parti | Parti | Idéologie                                                       | Tête de liste                   | Score en 2009              |
| ----- | --- | --------------------------------------------------------------- | ------------------------------- | -------------------------- |
|       | Alliance pour une Albanie européenne (ASE) Aleanca për Shqipërinë Europiane                               | Centre gauche Social-démocratie, social-libéralisme, europhilie | Edi Rama                        | 51,0 % des voix 70 députés |
|       | Alliance pour l'emploi, la prospérité et l'intégration (APMI) Aleanca për Punësim, Mirëqenie dhe Integrim | Centre droit Libéralisme, conservatisme, europhilie             | Sali Berisha (Premier ministre) | 46,9 % des voix 70 députés |
|       | Alliance rouge et noire (AK) Aleanca Kuq e Zi                                                             | Droite Nationalisme, conservatisme, populisme                   | Kreshnik Spahiu                 | Fondée en 2012             |
|       | Nouvel Esprit démocratique (FRD) Fryma e Re Demokratike                                                   | Centre droit Conservatisme libéral, europhilie                  | Bamir Topi                      | Fondé en 2012              |

### Sondages
| Institut de sondage | Date                | PD     | PS     | AK     | LSI   | FRD   | PDIU | Participation |
| ------------------- | ------------------- | ------ | ------ | ------ | ----- | ----- | ---- | ------------- |
| Kult                | 8-14 décembre 2012  | 29,6 % | 36,5 % | 14,1 % | 4,7 % | 4,1 % |      | 71,0 %        |
| Gazeta Dita         | 17-20 décembre 2012 | 31,0 % | 37,1 % | 6,5 %  | 6,6 % | 5,3 % |      |               |
| AlbStat             | 28 décembre 2012    | 31,4 % | 40,4 % | 15,2 % | 4,9 % | 4,9 % |      | 77,1 %        |
| AlbStat             | 21-28 janvier 2013  | 31,2 % | 41,2 % | 15,0 % | 5,5 % | 5,5 % |      | 77,5 %        |
| Kult                | 22-31 janvier 2013  | 30,1 % | 41,2 % | 14,9 % | 4,1 % | 4,1 % |      | 75 %          |
| Piepoli             | 24 mai 2013         | 37,5 % | 42,5 % | 2,5 %  | 5 %   | 5 %   |      | 81 %          |

## Résultats

### Voix et sièges
| Parti                           | Parti | Suffrages | Suffrages | Députés    | Députés       |
| Parti                           | Parti | Voix      | %         | Sièges     | +/-           |
| ------------------------------- | --- | --------- | --------- | ---------- | ------------- |
|                                 | Alliance pour une Albanie européenne (ASE) Parti socialiste d'Albanie (PSSh) Mouvement socialiste pour l'intégration (LSI) Autres                                                        | 991 118   | 57,7 %    | 83 65 16 2 | 14 ·          |
|                                 | Alliance pour l'emploi, la prospérité et l'intégration (APMI) Parti démocrate d'Albanie (PDSh) Parti pour la justice, l'intégration et l'unité (PDIU) Parti républicain d'Albanie (PRSh) | 676 433   | 39,4 %    | 57 50 4 3  | 14 ·          |
|                                 | Nouvel Esprit démocratique (FRD) | 29 051    | 1,7 %     | 0          | en stagnation |
|                                 | Alliance rouge et noire (AK) | 9 910     | 0,6 %     | 0          | en stagnation |
| TOTAL (participation : 53,50 %) | TOTAL (participation : 53,50 %) |           | 100 %     | 140        | en stagnation |